# Al-Maghtas
Al Maghtas (arabe: المغطس), ce qui signifie « baptême », ou « immersion » en arabe, est un endroit de Jordanie sur la rive est du Jourdain, situé à 10 kilomètres au sud-est de Jéricho, en face du site de Bethabara. Pour une partie de la tradition chrétienne ce serait le Béthanie-au-delà-du-Jourdain de l'évangile selon Jean : le lieu de baptême de Jésus. Cette indication est reprise dans les guides touristiques. Pour les historiens spécialistes de la naissance du christianisme, ce site n'est pas Béthanie-au-delà-du-Jourdain.

## Débat sur l'identification

### Origène et Bethabara
Au IIIe siècle, Origène écrit dans son « Commentaire sur l'évangile de Jean » : « Nous n'ignorons pas que dans presque tous les codex, on peut lire Bethanie. Mais lorsque nous sommes arrivés sur les lieux où nous avons pu observer les empreintes de pieds de notre Seigneur, de ses disciples et des prophètes, nous avons été persuadés que ce n'est pas Bethanie, mais Bethabara qui doit être lu. Car, comme l'évangéliste le rapporte, Bethanie la demeure de Lazare, Marie et de Marthe, est distante de Jérusalem de quinze stades, tandis que le Jourdain en est distant de cent quatre-vingts stades. Il n'y a aucun endroit le long du Jourdain qui ait quelque chose en commun avec le nom de Béthanie. Mais certains disent que parmi les monts du Jourdain, Bethabara est désigné comme un endroit où l'histoire rapporte que Jean baptisait. » Origène est le premier auteur à proposer d'identifier le site de Betharaba à Béthanie-au-delà-du-Jourdain. Cela repose sur une confusion avec la ville de Béthanie où Lazare, Marie la Magdaléenne et Marthe avaient une demeure. Un siècle plus tard, Jean Chrysostome reprend la tradition qui identifie « Béthanie-au-delà-du-Jourdain » avec Betharaba. Au VIe siècle la carte de Madaba hésite sur la position des deux lieux où Jean baptisait, puisqu'elle représente le site d'Aenon à deux endroits différents de la carte, dont l'un est celui retenu par les historiens. En face du site erroné pour Aenon on trouve Bethabara, localisation erronée elle-aussi, qui ne se trouve d'ailleurs pas « au-delà du Jourdain », mais en deçà.
Plusieurs manuscrits témoignent que cette tradition a été suffisamment puissante pour que le texte de l'évangile attribué à Jean soit modifié. L'appellation Béthanie-au-delà-du-Jourdain y est remplacée par le nom Betharaba. Cette modification se retrouve au XVIIe siècle dans la Bible du roi Jacques.

### Distance entre Bethabara et Cana
Outre le fait qu'Origène confond manifestement la ville de Béthanie située à l'est de Jérusalem avec Béthanie-au-delà-du-Jourdain, que le nom du site qu'il retient n'est pas Béthanie, mais Bethabara (de Beth Abarah, littéralement le « lieu du passage ») et que celui-ci ne se situe pas au-delà du Jourdain, mais en deçà, les critiques ont aussi noté que le site de Bethabara est situé bien trop loin de Cana pour être retenu. George Frederick Wright (en) observe dès le début du XXe siècle : « Le site traditionnel est un guet situé à l'est de Jéricho, toutefois selon l'évangile attribué à jean (Jn 1:29, Jn 1:35, Jn 1:43) il y avait seulement un jour de voyage jusqu'à Cana de Galilée ».
Alors que Jésus se trouve à Béthanie-au-delà-du-Jourdain avec ses deux premiers disciples, le lendemain il « résolut de partir pour la Galilée (Jn 1:43) », il rencontre alors « Philippe qui était de Béthsaïde » ainsi que Nathanaël. « Le troisième jour », ils se trouvent « aux noces à Cana de Galilée (Jn 2:1) ». Ce qui indique qu'il faut un jour ou au maximum moins d'un jour et demi pour se rendre de Béthanie à Cana, ce qui est impossible depuis le site de Betharaba. Le point de vue largement partagé est qu'il y avait un Bethanie à quinze stades de Jérusalem et un autre sur l'autre rive du Jourdain, dont la position demeure inconnue.

## Historique
À la suite d'Origène au IIIe siècle, les pèlerins évoquent ce site comme celui du baptême de Jésus dès le siècle suivant. Au Ve siècle, un monastère byzantin est érigé et l'empereur Anastase Ier fait édifier l'église qui commémore le baptême, ainsi qu'une colonne de marbre surmontée d'une croix de fer. Sur ce site, les pèlerins accèdent au Jourdain par des degrés en pierre aménagés spécialement à cet effet. Des séismes et inondations font tomber le sanctuaire en ruine, et le pèlerinage décline à la suite de la conquête musulmane du pays, la commémoration du site du baptême passant du côté occidental de la rive du Jourdain. Des reconstructions successives sont faites et le site tombe définitivement en ruines en 1484.

## Site

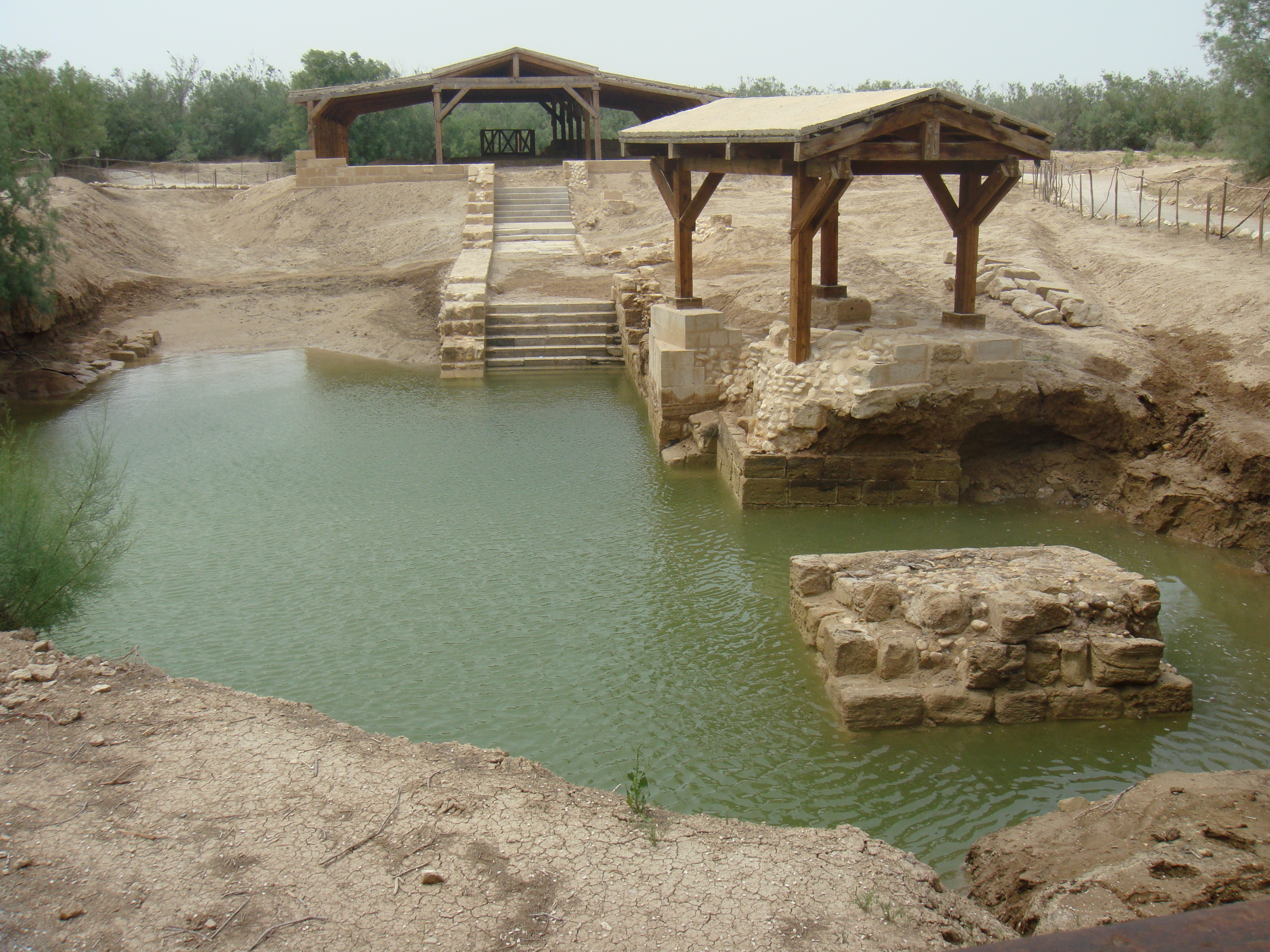
Ruines à Al-Maghtas.

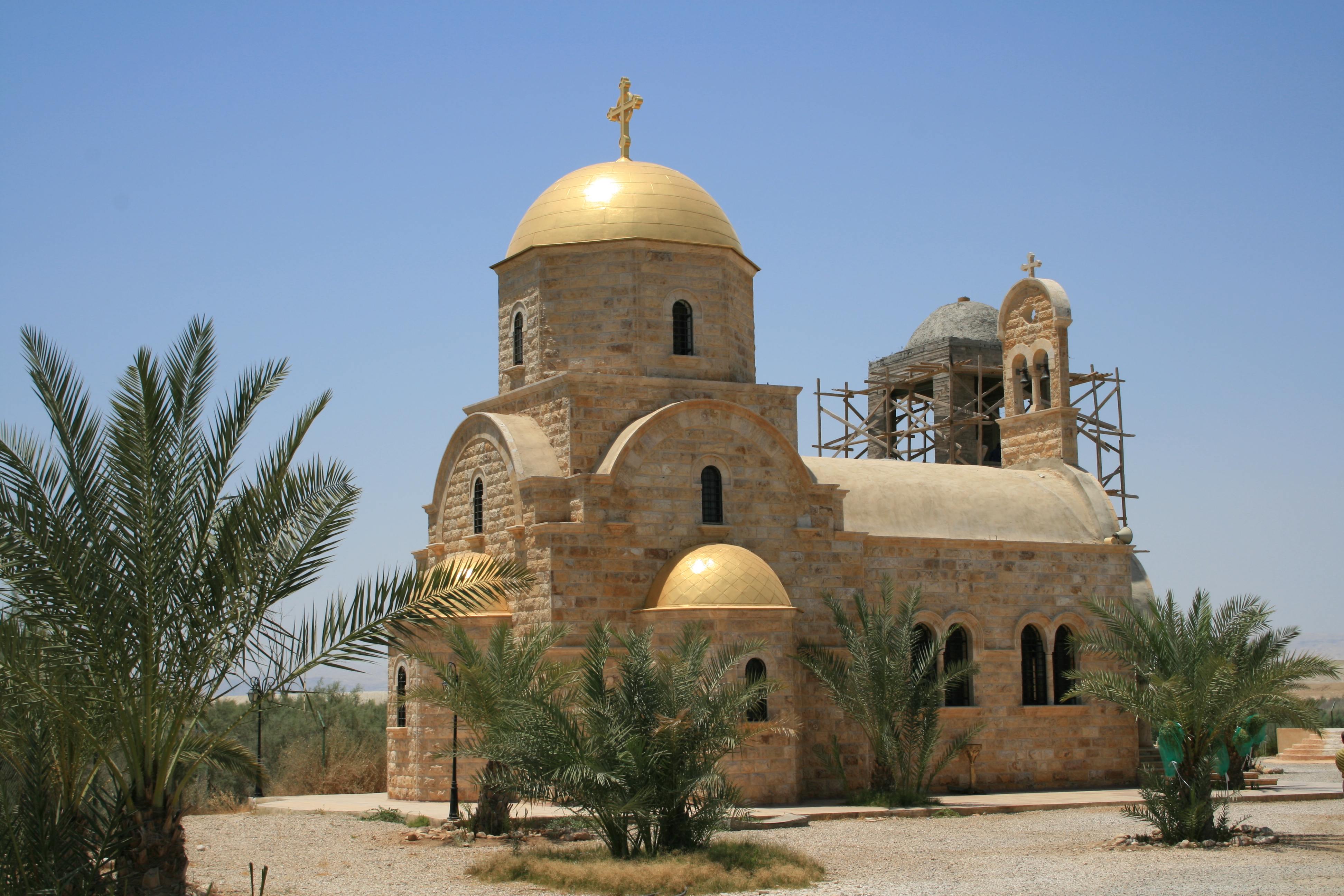
Nouvelle église grecque orthodoxe Jean le Baptiste.

Sur le site actuel se trouve un monastère orthodoxe grec du XIXe siècle. En 1994, l'Unesco a parrainé des fouilles archéologiques dans la région. Le pape Jean-Paul II a visité le site en mars 2000 et Benoît XVI l'a visité en mai 2009, suivi du pape François en 2014. En 2007, un film documentaire intitulé « Le Baptême de Jésus Christ - Découvrir Béthanie au-delà du Jourdain » a été fait à ce sujet.
Le 5 juillet 2015, le site est inscrit au patrimoine mondial de l'Unesco et devient ainsi le cinquième site classé de Jordanie.
Le gouvernement jordanien y favorise la construction d'églises et de centres d'accueil en attribuant des lots à différentes communautés chrétiennes, conjointement avec Tell Mar Elias. 
Une partie de la tradition chrétienne estime qu'il s'agit du lieu appelé Béthanie-au-delà-du-Jourdain où selon l'évangile selon Jean, Jésus a rencontré Jean le Baptiste, alors qu'il y baptisait (Jn 1, 28). Jean y a baptisé Jésus. Les historiens, à la suite des travaux de Murphy O'Connor, estiment que cette localisation est erronée.
En 2025, l'église catholique annonce la consécration d'une nouvelle église et de lieux d'accueil pour les pèlerins à Al-Maghtas, lieu de baptême du Christ.